# Zavíječ zahradní
Zavíječ zahradní (Eurrhypara hortulata, Linné 1758 synonymum Eurrhypara urticata a Anania hortulata) je drobný motýlek z čeledi travaříkovitých. Housenky žijí na mátě, žahavce. Je to hojný druh. Motýl se vyskytuje v červnu a červenci.